# لوبژا (استان اوپوله)
لوبژا (به لهستانی: Lubrza) یک منطقهٔ مسکونی در لهستان است که در گمینا لوبژا (استان اوپوله) واقع شده‌است. لوبژا ۹۶۵ نفر جمعیت دارد.